# Juan Felipe de Orleans

Escudo de armas de Jean Philippe d'Orléans.

Juan Felipe de Orleans (Chilly-Mazarin, 28 de agosto de 1702–Torre del Temple, 16 de junio de 1748), llamado El caballero de Orleans, hijo legitimado de Felipe II de Orleans (sobrino y yerno del rey Luis XIV). Fue legitimado en 1706 con el permiso del tío de su padre, Luis XIV.

## Primeros años de vida
Nació en Chilly-Mazarin, un suburbio al sur de París, hijo ilegítimo de Felipe II de Orleans (futuro regente de Francia, 1715-1723, durante la minoría de Luis XV) y de su amante María Luisa Le Bel de la Boissiere (1684-1748), conocida como la Condesa de Argenton o Madame de Argenton.
Su madre, también conocida como la Señorita de Séry, era dama de honor de la duquesa viuda Isabel Carlota del Palatinado. Comenzó un romance con Felipe II de Orleans, hijo de la duquesa Isabel Carlota. Felipe hacía alarde de Séry en la corte, y esto fue tomado como un insulto no sólo a su esposa Francisca María de Borbón, sino también al rey Luis XIV, padre de Francisca. Sin embargo, por primera vez en su vida, Felipe estaba realmente enamorado. Al poco tiempo de su primer encuentro, María Luisa estaba embarazada e instalada en una bonita casa cerca del Palacio Real.
Después de varios años, su padre se vio obligado a renunciar a ella, ya que el Rey mantuvo que ella estaba poniendo en peligro las perspectivas de matrimonio de su hija con Carlos de Francia (1713), nieto de Luis XIV.

## Educación
Se crio en el Colegio de jesuitas en París. Bajo la dirección del mariscal de Tessé, Juan Felipe fue nombrado el General de Galères (una especie de maestro de buques) en junio de 1716. A la muerte de Luis XIV, en septiembre de 1715, su padre, fue nombrado miembro del consejo de regencia.

## Títulos, órdenes y empleos

### Títulos
- 23 de enero de 1723:[1] grande de España de primera clase.[2][1][Nota 1][Nota 2][1]

### Órdenes
- Orden de San Juan vulgo de Malta
  - 28 de septiembre de 1719:  Gran Prior de Francia.[3]
  - 28 de septiembre de 1719:  Caballero gran cruz.[3]
  - 26 de septiembre de 1719:  Caballero.[3]

### Empleos

#### Civiles
- Junio de 1716: General de Galeras de Francia.[3]
- Teniente general de los mares de Levante.  (Reino de Francia)[2]

#### Eclesiásticos
- 8 de enero de 1721: Abad comanditario de la Abadía de Hautevilliers. (Marne)[3]
- Abad comanditario de la Abadía de San Pedro de Auvilay.[2]

## Descedencia
Tuvo una hija natural con Amable Gabriela de Noailles (1706-1742), quien era hija de Adrien Maurice de Noailles y de Francisca Carlota de Aubigné:
- Amable Angélica de Villars (1723), casada con Honoré Armando de Villares, 2e duque de Villars.